# День Лачплесіса

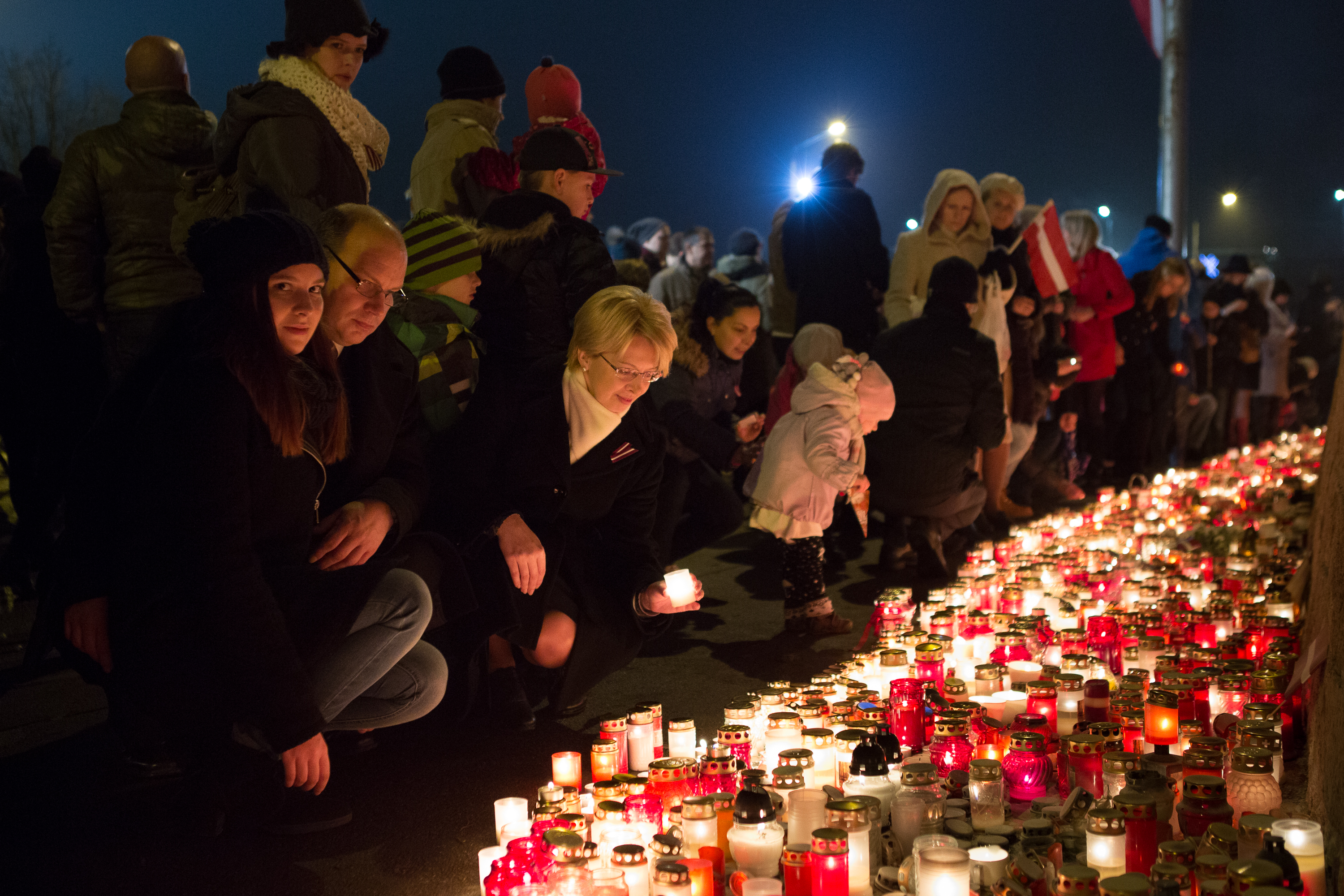
Запалювання свічок біля стіни Ризького замку 11 листопада 2014 року

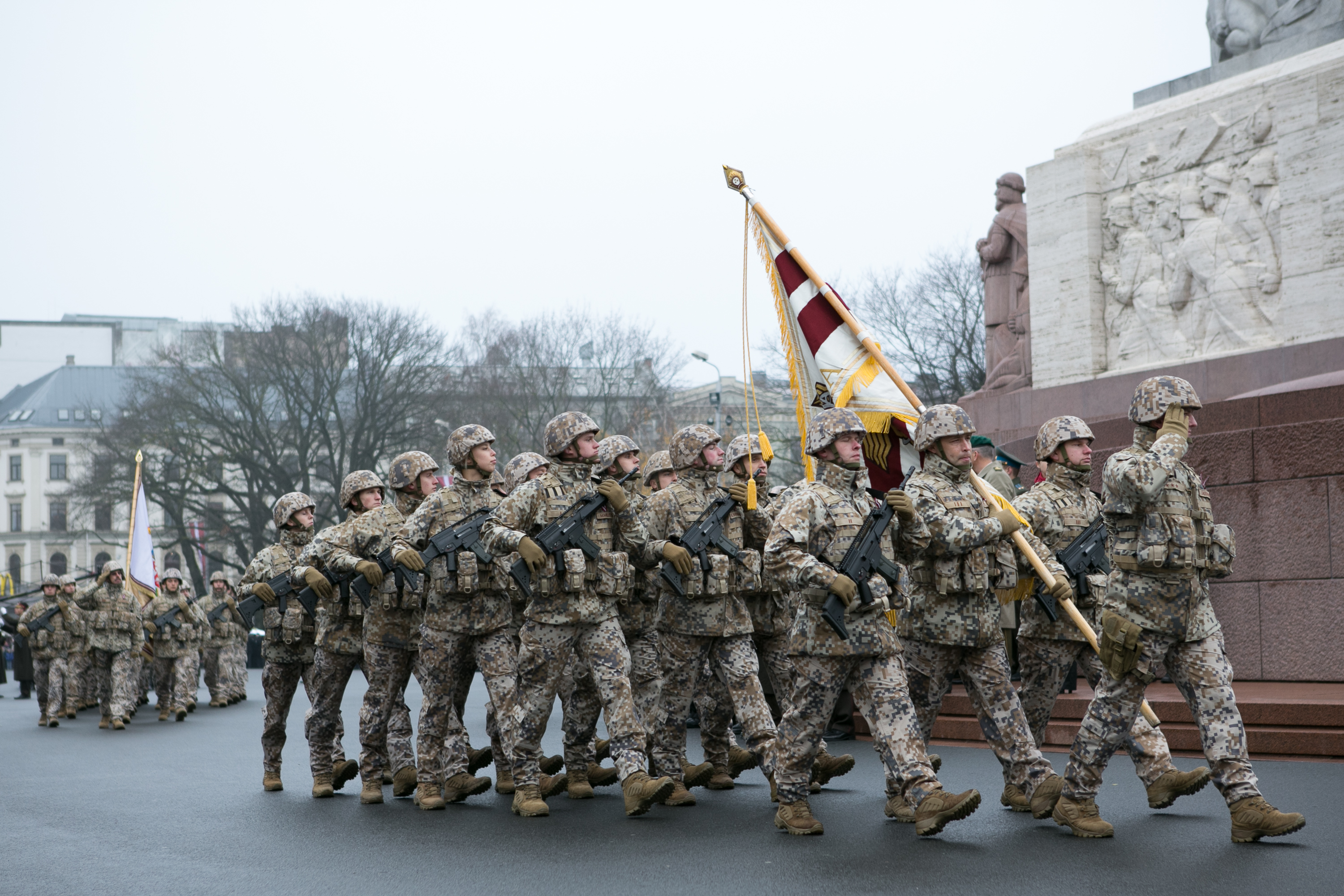
Парад збройних сил та підрозділів МВС Латвії в Ризі біля підніжжя Пам'ятника свободи в День Лачплесіса

День Лачплесіса (латис. Lāčplēša diena) — день пам'яті героїв, полеглих за визволення Латвії. Він відзначається 11 листопада в пам'ять про перемогу Латвійської армії над Західною добровольчою армією — військовим формуванням білої гвардії та балтійських німців на чолі з полковником Павлом Бермондтом-Аваловим — у Ризькій битві 1919 року під час війни за незалежність Латвії.
Назва дня пам’яті пов’язана з орденом Лачплесіса. В свою чергу, цей орден названо на честь головного героя латиської національної епічної поеми «Лачплесіс», написаної Андрейсом Пумпурсом. Цей герой є уособленням боротьби латиського народу за свободу рідної землі від іноземних загарбників, а його ім'я дослівно перекладається як «той, що розриває ведмедя».
За часів Латвійської РСР це свято було під забороною, але з 1988 року його знову стали відкрито відзначати. В 1989 році було встановлено, що цей день буде історичною пам'ятною датою, а з 1990 року він став Днем пам'яті полеглих героїв. У 2018 році партіями «Єдність» і «Національний Альянс» було запропоновано зробити День Лачплесіса національним святом.
Однією з найвідоміших традицій в День Лачплесіса з 1988 року є запалювання свічок біля стіни Ризького замку. Подібні церемонії запалення свічок відбуваються і в інших містах, селах та військових кладовищах по всій країні.